# Love CPR
Love CPR — четвёртый студийный альбом шведской певицы September. Релиз в цифровом формате состоялся 14 февраля 2011 года в Скандинавии, CD-версия вышла спустя 2 дня — 16 февраля. Диск продюсировали Jonas Von Der Burg, который работал с September над бо́льшим количеством её песен, а также Stonebridge, Lucas Secon, Cutfather и Jaakko Salovaara.
Ведущий сингл «Mikrofonkåt», выпущенный в Швеции 12 ноября 2010 года, дебютировал на первом месте в шведском чарте синглов и оставался на первой позиции 11 недель. Последующие синглы: «Resuscitate Me», выпущенный 19 ноября 2010 года, «Baksmälla» в дуэте со шведским рэпером Petter (8 декабря 2010) и «Kärlekens tunga» (10 декабря 2010), занимавшие разные позиции в десятке. «Something’s Going On» — радио сингл в России, занявший 213 место. В начале июля американский лейбл Robbins, на котором вышел альбом в США, объявил, что следующим синглом в США станет «Hands Up».
В первые 2 дня продаж альбом получил золотой статус в Швеции, было продано 20 000 копий диска. Спустя два месяца после релиза был получен платиновый статус альбома, а спустя год двойная платина. Судя по количеству присвоенных сертификаций общее количество проданных копий в Швеции около 100 тысяч.

## Об альбоме
В шведской версии альбома были включены композиции из шоу «Så mycket bättre» («Так намного лучше»), где суть шоу состоит в том, что популярные артисты Швеции исполняют свои версии песен музыкантов, участвующих в шоу.

### Синглы
Mikrofonkåt

Поэтому танцевальная кавер версия рэп-композиции «Mikrofonkåt» («Микрофон») (шведского рэпера Petter) стала первой песней выпущенной с альбома(12 ноября 2010 года) и ставшей хитом в Швеции, продержавшись на первом месте 11 недель(и 48 недель в общем). На 2011 год песня имела 4х платиновый статус, а в феврале 2012 года получила сразу 8-и платиновый статус. Продюсер кавер версии Niklas Bergwall, на его счету сотрудничество с Kate Ryan,BWO, Junior Caldera.

Me & My Microphone

Me & My Microphone — это английская версия «Mikrofonkåt». Автор английского текста Daniel Alexander, Niklas Bergwall, и сама же September. Сингл вышел в США (апрель 2011 года), в Британии (декабрь 2011 года), а также в других странах. Сингл оказался не столь удачным, но занял 22-е место в чарте по количеству Танцевальных Радиоротаций 2011 года (Dance Radio Airplay Top 200 Chart 2011), оставив позади себя Бритни Спирс с песней Till the World Ends, Леди Гагу с Born This Way (песня), Black Eyed Peas, Maroon 5 feat. Christina Aguilera, Ke$ha.

Resuscitate Me

19 ноября был выпущен ранее запланированный сингл-возвращение (на официальном сайте за несколько недель до релиза был введен отсчет оставшихся часов до выхода сингла), в тот же день на сайте состоялась премьера официального видео. 25 октября читателям блога о скандинавской музыки ScandiPop была дана возможность услышать отрывок сингла ещё до официального выхода песни. Сингл вышел почти во всех странах кроме Великобритании. Сингл продержался 2 недели в официальном чарте музыкальных продаж Швеции, дебютировав на 45 позиции, позже вылетев с 60 места.

Baksmälla'

На волне довольно высокой популярности благодаря шоу «Så mycket bättre», September совместно с шведским рэпером Petter(который тоже принимал участие в шоу «Så mycket bättre»), выпускают песню «Baksmälla» («Похмелье»). На пятой неделе пребывания в шведском чарте песня заняла максимальное 3 место, продержавшись в общей сложности 25 недель, получив спустя полтора месяца после выхода статус золотого, а ещё через месяц платиновый статус.

Kärlekens tunga

Следующая кавер версия, которая вышла (10 декабря 2010 года) как сингл «Kärlekens tunga» («Язык Любви») (популярная песня шведской группы Eldkvarn). На второй неделе в чарте 6 место стало максимальной позицией для сингла, не помешав получить спустя 4 месяца статус платинового.

Party In My Head

Следующий и третий основной сингл (после «Resuscitate Me» и «Me & My Microphone/Mikrofonkåt»), вышедший спустя 5 месяцев после релиза альбома, вышел 11 июля 2011 года. Этот сингл стал более успешнее сингла «Resuscitate Me», продержавшись 11 недель при 32й максимальной ступенькой в официальном шведском чарте. September исполняла эту песню на таких популярных телевизионных программах Швеции, как: Allsång på Skansen, Sommarkrysset.

Hands Up

Следующий сингл Hands Up планируется к выходу осенью 2012 года в США под лейблом «Robbins Entertainment», но неизвестно, выйдет ли он в Швеции, так как в октябре 2012 года September выпускает там свой альбом на шведском.

## Видеоклипы

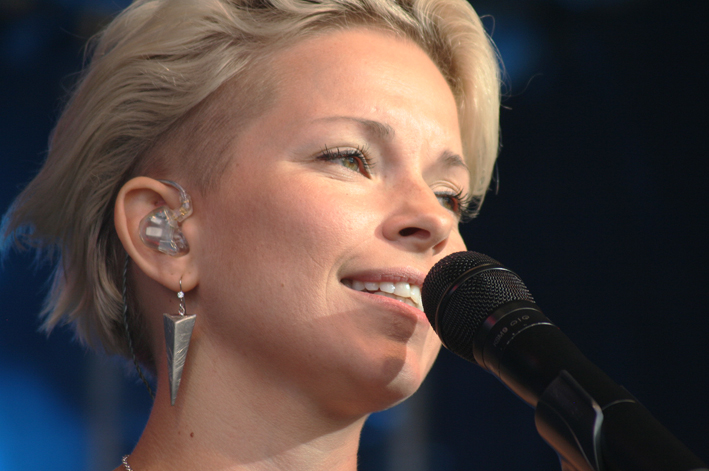
В 2011 году

Видеоклипы на три основных сингла «Resuscitate Me», «Me & My Microphone» и «Party In My Head» были сняты шведской компанией Revolver Film Company режиссёром Patric Ullaeus, он также снимал клипы для: Within Temptation, Europe, Ace of Base, In Flames.
- Resuscitate Me

Первый видеоклип с альбома был снят в Швеции. Сюжет клипа в том, что September умирая, находится возле своего бойфренда (с которым рассталась ранее) как привидение, исполняя вокальные партии танцующей в облаках. В конце клипа певица возвращается к жизни на больничной койке и воссоединяется со своим партнером. Общее количество просмотров видео на официальном канале шведского лейбла около 1 миллиона и 200 тысяч.
- Me & My Microphone

20 сентября вышел клип, который был снят специально для продвижения сингла в Великобритании, с отличающейся версией песни от вышедшей в альбоме. Часть съёмок прошла в середине лета в Нью-Йорке, наравне со съёмками на песню «Party In My Head», другая часть уже позже в Швеции. По сюжету September получает строго охраняющийся чемодан, с которым отправляется на вечеринку, по пути туда September исполняет песню в лифте со своими танцорами. Вскоре выясняется, что в чемодане находился розовый микрофон, который певица часто использует в своих выступлениях, исполняя эту песню; позже с этим микрофоном певица пела на той самой вечеринке.
- Party In My Head

Спустя месяц, 27 октября 2011 года вышел видеоклип, действие которого происходит в Нью-Йорке, где на больших экранах города транслируется видеоряд с участием певицы.

## Список композиций
| №   | Название                                      | Автор(ы)                                                                                    | Продюсеры                                               | Длительность |
| --- | --------------------------------------------- | ------------------------------------------------------------------------------------------- | ------------------------------------------------------- | ------------ |
| 1.  | «Party in My Head»                            | Wayne Hector, Lucas Secon, Daniel Davidsen, Peter Wallevik, Mich Hansen                     | Lucas Secon,Cutfather, Daniel Davidsen, Peter Wallevik, | 4:17         |
| 2.  | «Resuscitate Me»                              | Hector, Secon, Cutfather, Jonas Jeberg                                                      | Jonas Jeberg, Cutfather                                 | 3:17         |
| 3.  | «Something's Going On»                        | Jonas von der Burg, Niklas von der Burg, Anoo Bhagavan                                      | Jonas von der Burg                                      | 3:07         |
| 4.  | «Intimate Connection»                         | Petra Marklund, Naiv, Jake, Marcellus                                                       | Naiv                                                    | 3:35         |
| 5.  | «Heat Rising»                                 | Patric Sarin, Marklund, Jaakko Salovaara, Sharon Vaughn                                     | Jaakko Salovaara, Patric Sarin                          | 3:55         |
| 6.  | «Walk Away»                                   | Christian Fast, Marklund, Didrik Thott, Sebastian Thott                                     | Didrik Thott, Sebastian Thott                           | 3:51         |
| 7.  | «Ricochet»                                    | Christian Fast, Marklund, D. Thott, S. Thott                                                | Didrik Thott, Sebastian Thott                           | 2:54         |
| 8.  | «Hands Up»                                    | Fast, D. Thott, Bergwall, Marklund                                                          | Niklas Bergwall                                         | 3:36         |
| 9.  | «Me & My Microphone»                          |                                                                                             |                                                         | 2:45         |
| 10. | «Music»                                       | Marklund, Naiv, Karl Johan Råsmark                                                          | Naiv                                                    | 3:47         |
| 11. | «My Emergency»                                | Sarin, Marklund, Salovaara, Fast, D. Thott                                                  | Jaakko Salovaara, Patric Sarin                          | 3:38         |
| 12. | «Walk Alone»                                  | J. Burg, N. Burg, Bhagavan                                                                  | Jonas von der Burg                                      | 2:51         |
| 13. | «White Flag»                                  | Marklund, Erik Lewander, Hayden Bell, Hayley Aitken, Iggy Strange-Dahl, Sarah Lundbäck-Bell | Lewander, Stonebridge                                   | 3:04         |
| 14. | «Bump and Grind»                              | J. Burg, N. Burg, Bhagavan                                                                  | Jonas von der Burg                                      | 4:16         |
| 15. | «Baksmälla» (featuring Petter)                |                                                                                             |                                                         | 3:37         |
| 16. | «Kärlekens tunga»                             |                                                                                             |                                                         | 3:10         |
| 17. | «Mikrofonkåt»                                 |                                                                                             |                                                         | 2:46         |
| 18. | «Vem ska jag tro på»                          |                                                                                             |                                                         | 3:29         |
| 19. | «Teddybjörnen Fredriksson»                    |                                                                                             |                                                         | 4:09         |
| 20. | «Nobody Knows» (Digital Download Bonus Track) |                                                                                             |                                                         | 2:57         |

| №   | Название                     | Автор(ы)                                                                                    | Продюсеры                                                | Длительность |
| --- | ---------------------------- | ------------------------------------------------------------------------------------------- | -------------------------------------------------------- | ------------ |
| 1.  | «Party in My Head»           | Wayne Hector, Lucas Secon, Daniel Davidsen, Peter Wallevik, Mich Hansen                     | Lucas Secon, Cutfather, Daniel Davidsen, Peter Wallevik, | 4:17         |
| 2.  | «Resuscitate Me»             | Hector, Secon, Cutfather, Jonas Jeberg                                                      | Jonas Jeberg, Cutfather                                  | 3:17         |
| 3.  | «Something's Going On»       | Jonas von der Burg, Niklas von der Burg, Anoo Bhagavan                                      | Jonas von der Burg                                       | 3:07         |
| 4.  | «Intimate Connection»        | Petra Marklund, Naiv, Jake, Marcellus                                                       | Naiv                                                     | 3:35         |
| 5.  | «Heat Rising»                | Patric Sarin, Marklund, Jaakko Salovaara, Sharon Vaughn                                     | Jaakko Salovaara, Patric Sarin                           | 3:55         |
| 6.  | «Walk Away»                  | Christian Fast, Marklund, Didrik Thott, Sebastian Thott                                     | Didrik Thott, Sebastian Thott                            | 3:51         |
| 7.  | «Ricochet»                   | Christian Fast, Marklund, D. Thott, S. Thott                                                | Didrik Thott, Sebastian Thott                            | 2:54         |
| 8.  | «Hands Up»                   | Fast, D. Thott, Bergwall, Marklund                                                          | Niklas Bergwall                                          | 3:36         |
| 9.  | «Me & My Microphone»         |                                                                                             |                                                          | 2:45         |
| 10. | «Music»                      | Marklund, Naiv, Karl Johan Råsmark                                                          | Naiv                                                     | 3:47         |
| 11. | «My Emergency»               | Sarin, Marklund, Salovaara, Fast, D. Thott                                                  | Jaakko Salovaara, Patric Sarin                           | 3:38         |
| 12. | «Walk Alone»                 | J. Burg, N. Burg, Bhagavan                                                                  | Jonas von der Burg                                       | 2:51         |
| 13. | «White Flag»                 | Marklund, Erik Lewander, Hayden Bell, Hayley Aitken, Iggy Strange-Dahl, Sarah Lundbäck-Bell | Lewander, Stonebridge                                    | 3:04         |
| 14. | «Bump and Grind»             | J. Burg, N. Burg, Bhagavan                                                                  | Jonas von der Burg                                       | 4:16         |
| 15. | «Nobody Knows» (Bonus Track) |                                                                                             |                                                          | 2:57         |

| №   | Название               | Автор(ы)                                                                                    | Продюсеры                                                | Длительность |
| --- | ---------------------- | ------------------------------------------------------------------------------------------- | -------------------------------------------------------- | ------------ |
| 1.  | «Party in My Head»     | Wayne Hector, Lucas Secon, Daniel Davidsen, Peter Wallevik, Mich Hansen                     | Lucas Secon, Cutfather, Daniel Davidsen, Peter Wallevik, | 4:17         |
| 2.  | «Resuscitate Me»       | Hector, Secon, Cutfather, Jonas Jeberg                                                      | Jonas Jeberg, Cutfather                                  | 3:17         |
| 3.  | «Something's Going On» | Jonas von der Burg, Niklas von der Burg, Anoo Bhagavan                                      | Jonas von der Burg                                       | 3:07         |
| 4.  | «Intimate Connection»  | Petra Marklund, Naiv, Jake, Marcellus                                                       | Naiv                                                     | 3:35         |
| 5.  | «Heat Rising»          | Patric Sarin, Marklund, Jaakko Salovaara, Sharon Vaughn                                     | Jaakko Salovaara, Patric Sarin                           | 3:55         |
| 6.  | «Walk Away»            | Christian Fast, Marklund, Didrik Thott, Sebastian Thott                                     | Didrik Thott, Sebastian Thott                            | 3:51         |
| 7.  | «Ricochet»             | Christian Fast, Marklund, D. Thott, S. Thott                                                | Didrik Thott, Sebastian Thott                            | 2:54         |
| 8.  | «Hands Up»             | Fast, D. Thott, Bergwall, Marklund                                                          | Niklas Bergwall                                          | 3:36         |
| 9.  | «Me & My Microphone»   |                                                                                             |                                                          | 2:45         |
| 10. | «Music»                | Marklund, Naiv, Karl Johan Råsmark                                                          | Naiv                                                     | 3:47         |
| 11. | «My Emergency»         | Sarin, Marklund, Salovaara, Fast, D. Thott                                                  | Jaakko Salovaara, Patric Sarin                           | 3:38         |
| 12. | «Walk Alone»           | J. Burg, N. Burg, Bhagavan                                                                  | Jonas von der Burg                                       | 2:51         |
| 13. | «White Flag»           | Marklund, Erik Lewander, Hayden Bell, Hayley Aitken, Iggy Strange-Dahl, Sarah Lundbäck-Bell | Lewander, Stonebridge                                    | 3:04         |
| 14. | «Bump and Grind»       | J. Burg, N. Burg, Bhagavan                                                                  | Jonas von der Burg                                       | 4:16         |